# Ladang Palembang
Ladang Palembang is een bestuurslaag in het regentschap Lebong van de provincie Bengkulu, Indonesië. Ladang Palembang telt 501 inwoners (volkstelling 2010).